# Katoptronophilia
La katoptronophilia (termine nato dalla parola greca per specchio katoptron + il suffisso philia) è una parafilia che consiste nell'attrazione sessuale nell'osservarsi allo specchio in particolare durante le proprie performance sessuali, tra le quali: fare sesso, masturbarsi, partecipare a un'orgia, spogliarsi, mettere in scena altre parafilie...
L'attuazione di questa parafilia può comportare la costruzione di ambienti specifici circondati da specchi per intraprendere facilmente questa pratica erotica. Una persona con questa fantasia può anche arrivare a cospargere di specchi tutta la propria abitazione per poter vivere la propria vita sessuale senza relegarla in un'unica stanza.
A livello inconscio questa parafilia potrebbe riguardare il bisogno di una persona di riflettere su sé stessa e/o una mentalità narcisista che consiste nell'eccitarsi ammirando le proprie azioni.

## Nella cultura di massa
- La cantante dei Rhythm and blues Ne-Yo ha incluso una canzone nel suo album di esordio, In My Own Words, intitolata "Mirror" che descrive il feticcio.
- In The Dreamers di Bernardo Bertolucci c'è una scena in cui uno dei personaggi principali pratica il feticcio.
- Il film American Psycho contiene una scena in cui il protagonista, Patrick Bateman, si ammira allo specchio mentre ha dei rapporti sessuali con due ragazze. Una delle due cerca di attirare la sua attenzione senza successo e questo fa sottintendere la fissazione di Bateman per la propria immagine.